# Charles Urbanus jr.

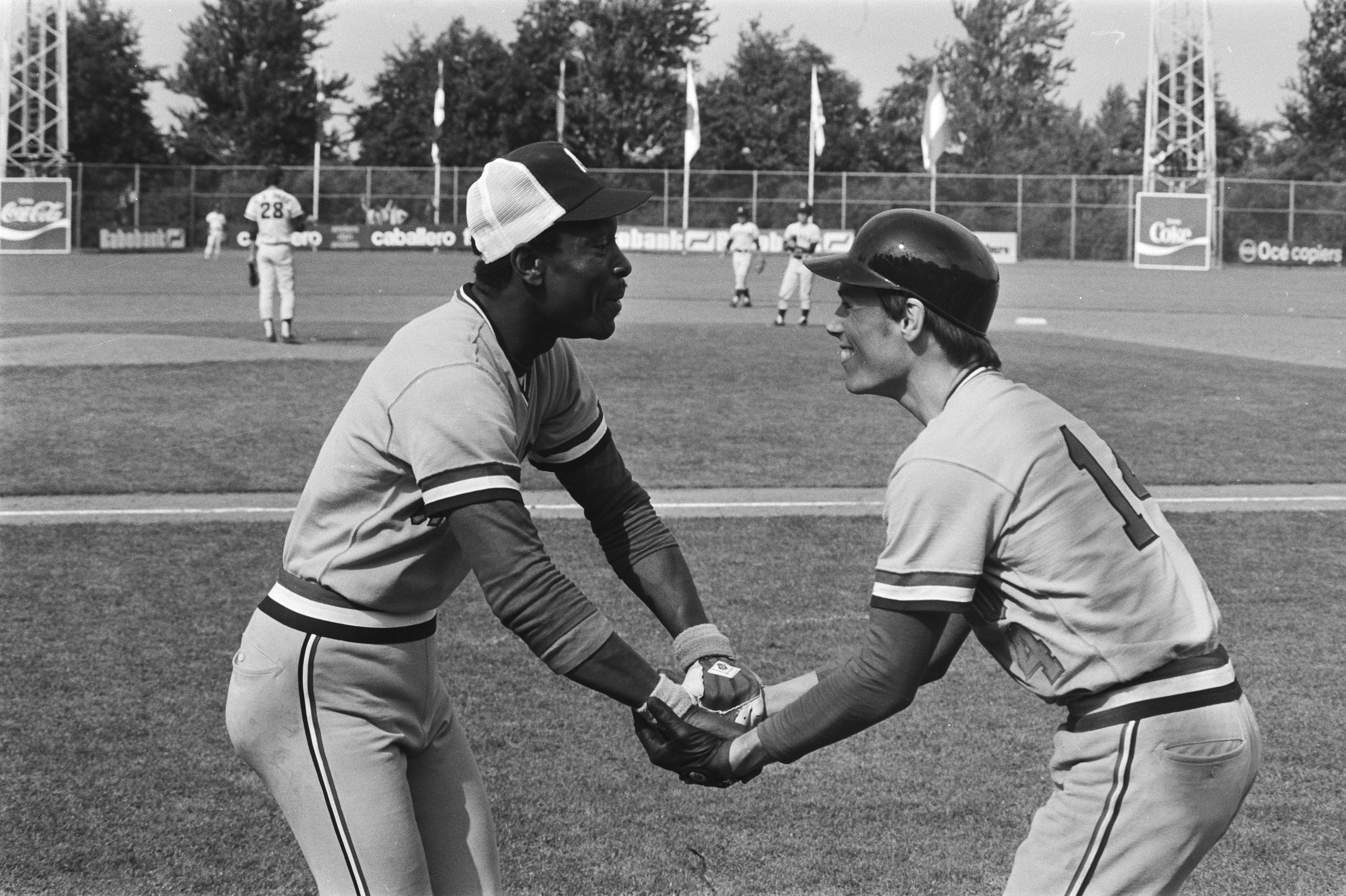
Urbanus (rechts) en Ben Richardson feliciteren elkaar tijdens de wedstrijd op 13 augustus 1978 tijdens de Haarlemse Honkbalweek

Charles Pierre Urbanus jr. (Amsterdam, 2 april 1955) is een voormalige Nederlandse honkballer die veertien jaar (1972-1986) voor de nationale ploeg speelde. Zijn vader Han Urbanus en zijn oom Charles Urbanus sr. waren eveneens vermaarde honkbalinternationals.
Charles begon zijn zijn loopbaan in 1971 bij OVVO. Dat werd toen gecoacht door zijn vader Han. Aanvankelijk was hij werper en hij werd later tweede honkman. Hij was ook een gevreesd slagman. Er werd aanvankelijk gespeeld op een gezellig veldje achter de Jaap Edenbaan. Toen de honkbalploeg zich losmaakte van OVVO verhuisden de meeste spelers, waaronder Charles, naar de nieuwe club Amstel Tijgers.
Urbanus, in het dagelijks leven leraar lichamelijke opvoeding, speelde in totaal 131 interlands voor Oranje. Hij stopte na het wereldkampioenschap van 1986 in eigen land. Zijn hoogtepunt beleefde Urbanus bij het WK van 1982 in Zuid-Korea, toen hij in het duel tegen Italië in elk van zijn zes slagbeurten een honkslag sloeg, waaronder twee homeruns. Nederland eindigde bij dat toernooi op de zesde plaats, de beste prestatie tot dan toe op een WK.
Urbanus begon bij Oranje als werper, maar lichamelijk ongemak dwong hem uit te zien naar een andere positie. Zo kwam zijn allround-spel aan het licht. Zijn grootste kracht was zijn zuiverheid. Na zijn actieve carrière bleef Urbanus betrokken bij de (top)sport. Zo was hij anno 2007 lid van de Stichting Topsport Amsterdam, coachte hij het eerste juniorenteam van Amsterdam Pirates en verzorgde hij honkbalcommentaar bij NOS Studio Sport. Bij de Olympische Spelen van Sydney (2000) was hij lid van de begeleiding van de Nederlandse selectie, die daar als vijfde eindigde. Op 1 juli 1997 werd Urbanus opgenomen in de Hall of Fame van de KNBSB. Nadat hij in 2009 landskampioen werd met het Rookie-team van de Amsterdam Pirates volgde hij in 2010 Rikkert Faneyte op als hoofdcoach van L&D Amsterdam. In 2011 werd hij na het behalen van de nationale titel met dat team verkozen tot Amsterdams coach van het jaar.
Sinds 2007 is Charles Urbanus regelmatig te horen als honkbalverslaggever bij NOS Studio Sport. Zijn zoon Nick is ook als honkballer actief.
Charles Urbanus kreeg op 24 juni 2022 de Amsterdamse Frans Banninck Cocqpenning, voor zijn jarenlange inzet voor het topsportbeleid van de stad. Locoburgemeester Sofyan Mbarki reikte de onderscheiding uit. https://www.parool.nl/cs-b265ef27